# Pisenor plicatus
Espèce
Synonymes
- Urothele plicata Benoit, 1965

Pisenor plicatus est une espèce d'araignées mygalomorphes de la famille des Barychelidae.

## Distribution
Cette espèce est endémique du Rwanda.

## Publication originale
- Benoit, 1965 : Les Barychelidae-Diplothelinae africains et malgaches (Araneae-Orthognatha). Revue de zoologie et de botanique africaines, vol. 72, p. 25-40.